# Les Négresses vertes
Les Négresses vertes est un groupe de musique folk français. Il est formé en 1987 par des musiciens issus pour certains du punk rock. Leur musique allie le style guinguette aux musiques méditerranéennes. Ils évolueront ensuite vers la musique électronique. Le groupe se sépare en 2001, et se reforme brièvement pour quelques concerts en 2016. En 2018, le groupe repart en tournée pour fêter le trentième anniversaire de son album des débuts, Mlah, et la poursuit en 2019.

## Biographie

### Débuts (1987-1990)
Le groupe, formé en 1987, se compose, dès l'origine, de musiciens déjà distingués dans le milieu punk. Mathias Canavese, Paulo, deux anciens du cirque équestre Zingaro, qui avec Gaby jouent dans le groupe Les Maîtres, sont rejoints par Abraham, le frère de Paulo, par Stéphane Mellino et sa femme Isa venus du groupe Les Ouvriers avec Grégoire Paulus, par Noël Rota (alias Helno) développe ses talents de choriste au sein de Lucrate Milk puis de Bérurier noir. Ils se rencontrent au gré de fêtes tapageuses dans le 19e arrondissement de Paris. Le nom du groupe aurait été choisi à la suite de l'invective d'un vigile dans un bar, qui se serait exclamé « sortez les négresses vertes ! » en référence à leurs cheveux teints.
La troupe, qui compte jusqu'à neuf membres, teste ses premiers titres dans le métro, les halls d'immeubles, ou sur les trottoirs de Paris. Leur premier album Mlah, enregistré en 1988, est publié sur le label Off the Track ; il est réalisé par le duo Sodi et Clive Martin. Il contient deux titres qui resteront des références dans la discographie du groupe : Zobi la mouche et Voilà l'été. Ils définissent à eux deux un style gouailleur et festif, au confluent des influences parisiennes (polka, valse), méditerranéennes (flamenco, raï) et anglo-saxonne. La même année, ils effectuent une tournée outre-Manche, saluée unanimement par la critique et le public. Madonna leur demande de participer à la bande originale du film Dick Tracy. Ils enregistrent ensuite 200 ans d'hypocrisie pour l'album Sang neuf en 89.
Le succès discographique est également au rendez-vous avec 180 000 exemplaires vendus en France, et 350 000 à l'international. Le deuxième album Famille nombreuse, mixé à Londres toujours sous la houlette de Clive Martin et Sodi, sort deux ans plus tard — une sortie repoussée par un conflit avec leur maison de disques. Il comprend notamment le titre Sous le soleil de Bodega.

### Succès (1991-2000)
En 1991, ils donnent à Beyrouth le premier concert français accueilli dans la capitale libanaise depuis le début de la guerre en 1975. En 1993 sort un album de remix en collaboration avec de grands noms tels que Massive Attack, Norman Cook (Fat Boy Slim) ou William Orbit.
Le 22 janvier 1993, le chanteur Helno, figure de proue du groupe, meurt des suites d'une surdose d'héroïne. La tragédie ralentit la production ; l'opus suivant, Zig-zague, conçu par une formation réduite à cinq membres, (Stéfane Mellino et Iza, Michel Ochowiak, Matias Canavese et Paulo) ne sort qu'en 1995. Ils s'illustrent au même moment aux côtés de Jane Birkin pour le réarrangement d'un titre de Serge Gainsbourg, La Gadoue, sur l'album Versions Jane.
Trabendo est publié en 1999, et sacré meilleur album « nouvelles tendances » aux Victoires de la musique, constitue une rupture dans leur style : les influences méditerranéennes côtoient désormais des arrangements plus électroniques, sans pour autant renoncer aux traditions festives,. Tandis qu'ils continuent à percer dans cette voie, aux côtés d'autres groupes comme Gotan Project ou Les Diamantaires, les Négresses Vertes, désormais abrégées en LNV, enregistrent Acoustic Clubbing, un album de reprises acoustiques.

### Séparation et reformation (depuis 2001)
Les 4 et 5 mai 2000, le groupe joue à La Villette. Le groupe se sépare en 2001. Un best-of, Le Grand déballage, est publié en juin 2002. Un autre, sorti en 2006, comprend l’enregistrement inédit Marguerita (chanté par Helno), une reprise d'une chanson d'Elvis Presley dans le film L'Idole d'Acapulco en 1963.
Les Négresses Vertes sont l'une des formations les plus marquantes dans le monde de la scène rock alternative française.[réf. nécessaire]
En juin 2015, le groupe reformé par Mellino est annoncé pour jouer leurs tubes, de Voilà l'été à Sous le soleil de bodega, au Top 50, partez en live, entre février et avril 2016.
Le 20 décembre 2017, ils sont annoncés pour une tournée autour des 30 ans de leur premier album Mlah qui passe par le festival des Vieilles Charrues à l'été 2018.
En avril, puis en juillet 2019, pour les deux éditions du festival Musilac, le groupe se produit à Chamonix-Mont-Blanc, puis au théâtre de verdure d'Aix-les-Bains,, à Brive Festival et le 30 juillet à Agde.

## Membres
- Stéfane Mellino - guitare, chant
- Jean-Marie "Paulo" Paulus  - basse, chant, guitare, ukulele
- Isabelle "Iza" Mellino - percussion, chœurs
- François "Cizzko" Tousch - accordéon
- Michel "Ochowiak" Estrade - trompette
- Gwen Badoux (1995-2001 / depuis 2020) - trombone
- Matthieu Rabaté - batterie

## Anciens membres
- Noël "Helno" Rota - chant (1987-1993)
- Olivier "Twist" Gondry - trompette, percussions (1987)
- Laurent "Gaby" Gabriel - batterie, percussions (1987-1990)
- Mathieu Paulus (Abraham Sirinix ou Abraham Braham) - trombone, percussions, harmonica, chœurs (1987-1995 / 2018-2020)
- Élisabeth "Julo" Rambelson - chœurs, percussions (1987-1991)
- José "Zé Verbalito" Verbal - batterie (1990-1992)
- Mathieu "Matias Canavese" Crespin - accordéon (1987-2001)
- Joël Ruffier des Aimes (Jo Roz ou l'Ami Ro) - piano, chœurs, percussions (1987-2001)
- Bernard Ortoli - percussions

## Discographie

### Albums studio
- 1988 : Mlah
- 1991 : Famille nombreuse
- 1994 : Zig-zague
- 1999 : Trabendo

### Compilations
- 1993 : Dix Remixes
- 1995 : An aperitif
- 1996 : Green Bus (album live)
- 2001 : Acoustic Clubbing
- 2002 : Le grand déballage (best-of)
- 2004 : L'essentiel (best-of)[12]
- 2006 : À l'affiche (best-of)
- 2018 : C'est pas la mer à boire 1987-1993 (coffret 3 CD + DVD + livre 120 pages)

### Participation à des compilations
- 1990 : Red Hot + Blue: A Tribute to Cole Porter (avec le titre I Love Paris)